# 佐世保市立船越小学校
佐世保市立船越小学校（させぼしりつ ふなこししょうがっこう）は、長崎県佐世保市船越町にある公立小学校。
2017年（平成29年）4月に佐世保市立俵浦小学校と佐世保市立庵浦小学校を統合した。

## 概要
歴史
1878年（明治11年）に山口小学校（現佐世保市立相浦小学校）の船越分校として創立。1903年（明治36年）に独立。現校名となったのは学制改革が行われた1947年（昭和22年）。2013年（平成25年）に創立135周年を迎えた。
校区
住所表記で佐世保市の後に「船越町、下船越町」が続く地域。中学校区は佐世保市立愛宕中学校。
校章
「フ」の文字を7個（フ7=フナ=船）と「コ」の文字を4個（コ4=コシ=越）を組み合わせたものを背景にして中央に「小」の文字を置いている。
校歌
作詞は中川龍一、作曲は富永定美による。歌詞は3番まであり、各番に校名の「船越小学校」が登場する。

## 沿革
- 1878年（明治11年）7月6日 - 北松浦郡山口村船越鯛ノ前の草葺民家を校舎として「山口小学校船越分校」が創立。
  - 山口高俊が教授を開始。当初の児童数は男子32名、女子9名、計41名。運動場は敷地に隣接する神社の庭を使用。
- 1887年（明治20年）2月 - 「尋常山口小学校船越分校」に改称。
- 1889年（明治22年）4月1日 - 町村制の施行により、山口村立の小学校となる。
- 1892年（明治25年）2月24日 - 瓦葺平屋建て木造の新校舎が完成。
- 1893年（明治26年）6月 - 山口小学校から分離し、「船越尋常小学校」として独立。
- 1898年（明治31年）2月14日 - 統合により「山口尋常高等小学校船越分教場」となる。
- 1903年（明治36年）6月24日 - 山口尋常高等小学校から分離し「船越尋常小学校」として独立（再）。
- 1906年（明治39年）4月 - 裁縫科を設置。
- 1908年（明治41年）4月 - 小学校令の改正により、義務教育年限（尋常科の修業年限）が4年から6年に延長される。尋常科5年を新設。
- 1909年（明治42年）4月 - 尋常科6年を新設。校舎がせまく、二部授業を実施。
- 1910年（明治43年）9月 - 校舎を改築。二部授業を解消。
- 1930年（昭和5年）4月3日 - 山口村が町制施行し、相浦町となったことにより相浦町立の小学校となる。
- 1938年（昭和13年）4月1日 - 相浦町が佐世保市に編入されたことにより佐世保市立の小学校となる。
- 1941年（昭和16年）4月1日 - 国民学校令の施行により、「佐世保市船越国民学校」と改称。尋常科を初等科に改める。
- 1947年（昭和22年）4月1日 - 学制改革（六・三制の実施）により「佐世保市立船越小学校」（現在名）となる。

- 2004年（平成16年）4月1日 - 2学期制を導入。
- 2017年（平成29年）4月1日 - 佐世保市立俵浦小学校と佐世保市立庵浦小学校を統合[1]。

## 交通アクセス
最寄りのバス停
- 西肥バス（させぼバスが担当）「船越小学校前」バス停

## 周辺
- 佐世保船越郵便局

## 参考資料
- 「山口村郷土誌」（1918年（大正7年）10月25日発行、山口尋常高等小学校）p.77 -